# Aluterus scriptus
Aluterus scriptus är en fiskart som först beskrevs av Pehr Osbeck 1765.  Aluterus scriptus ingår i släktet Aluterus och familjen filfiskar. Inga underarter finns listade i Catalogue of Life.

## Bildgalleri

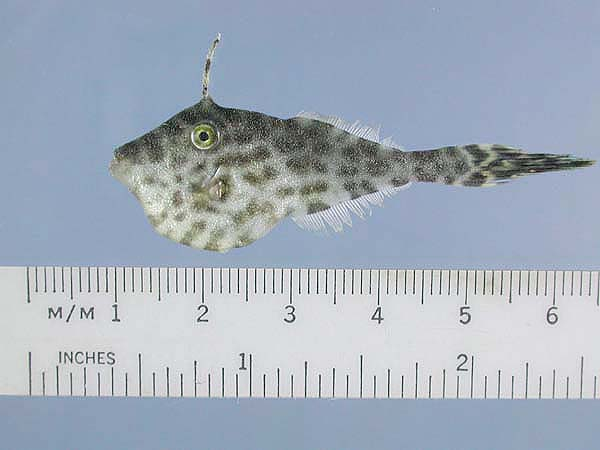
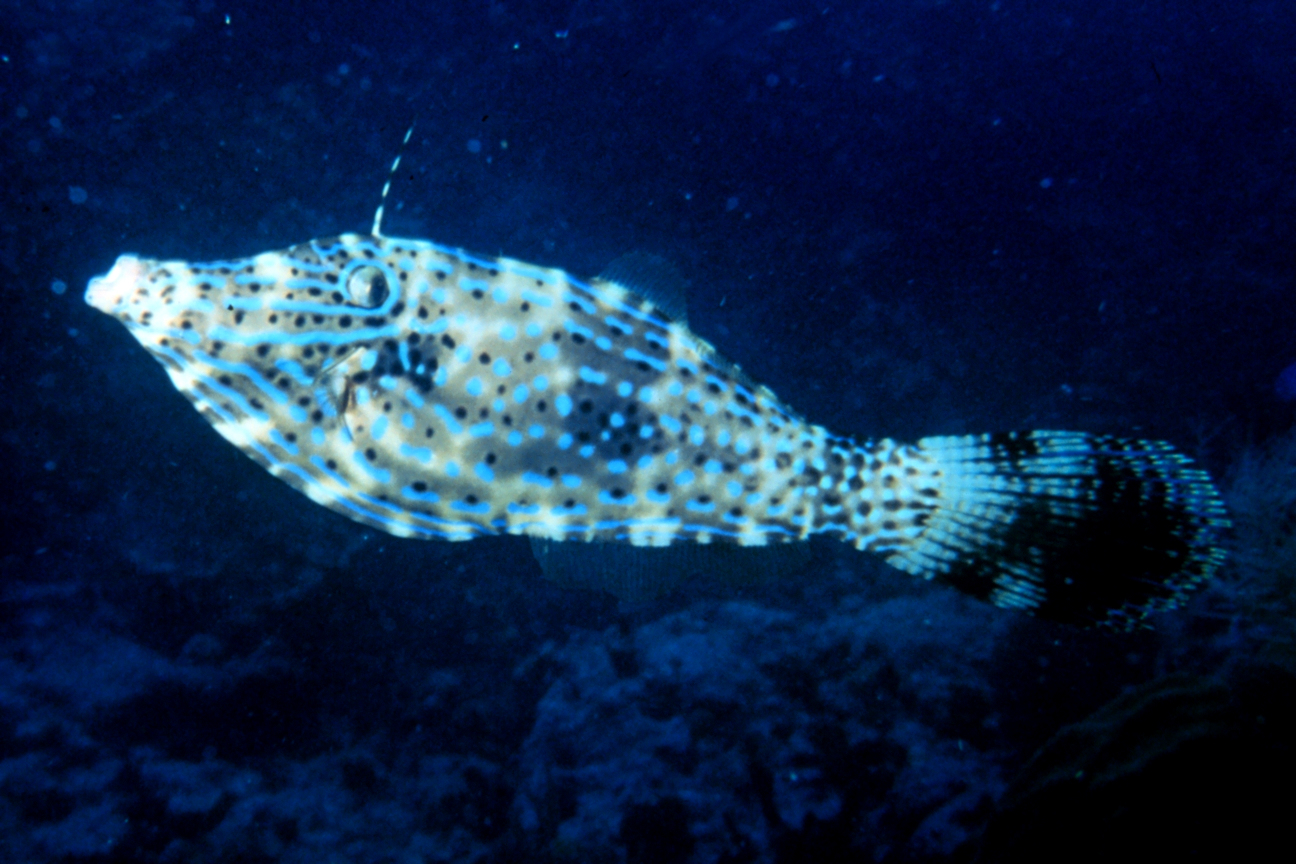
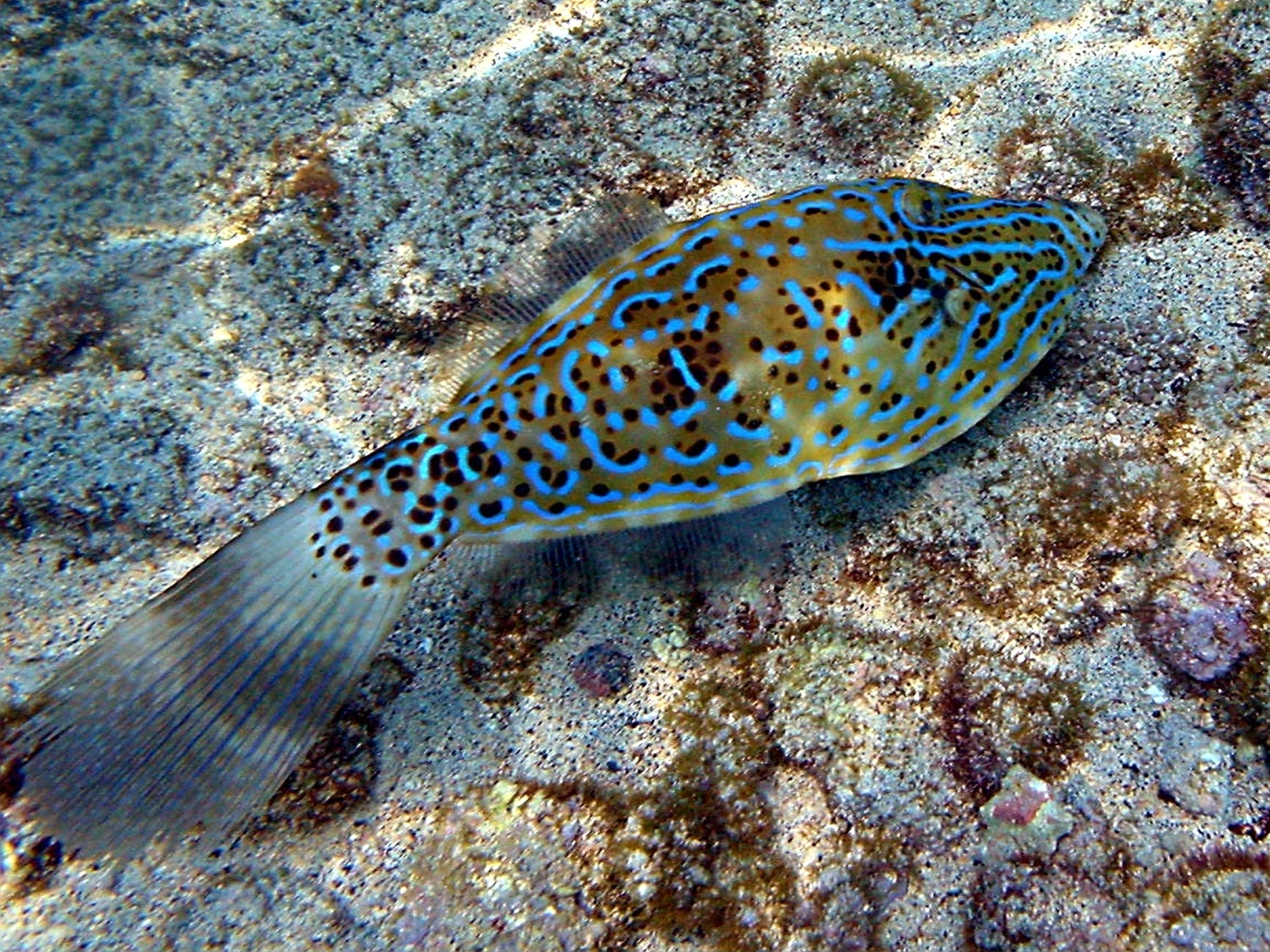
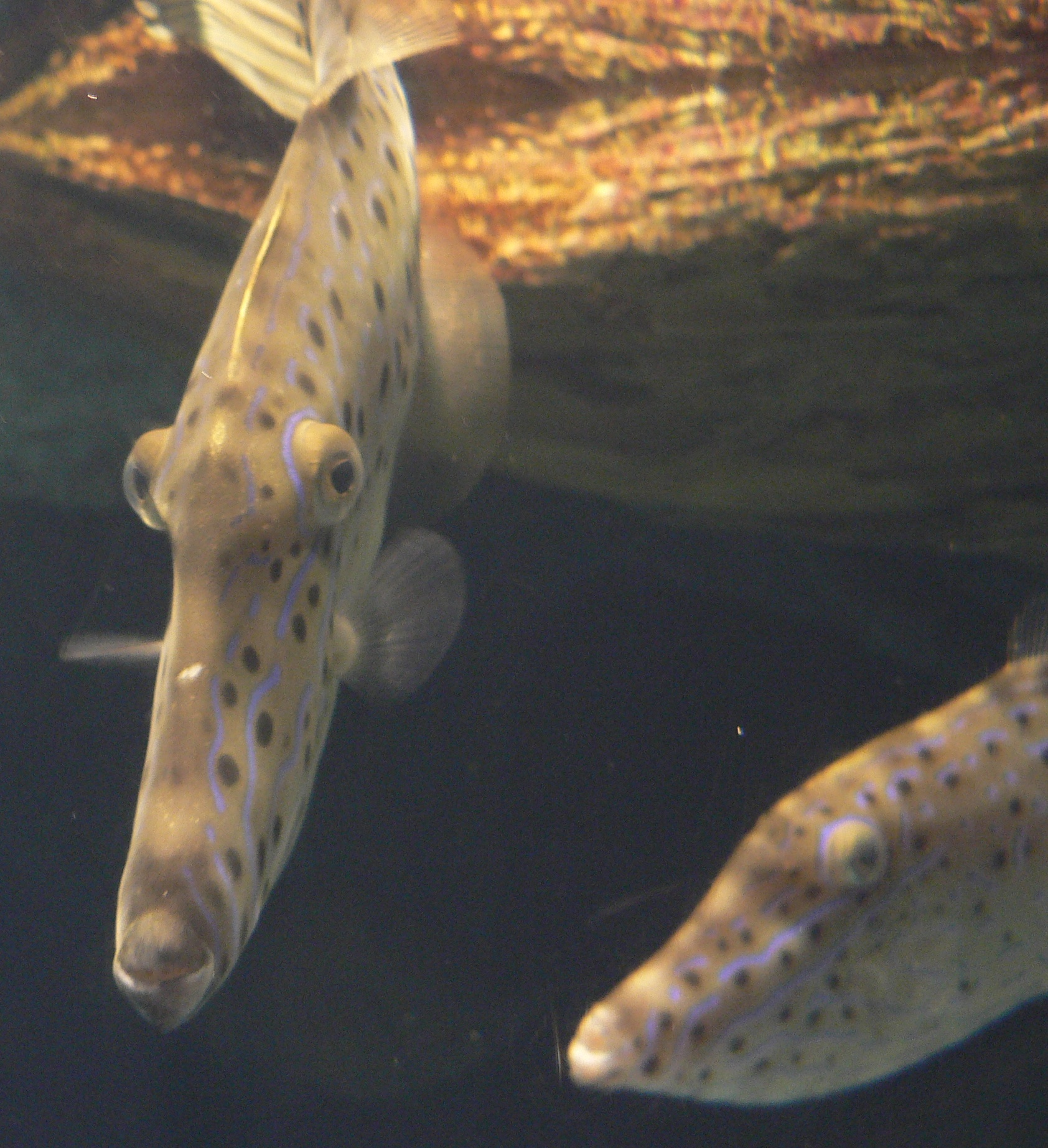
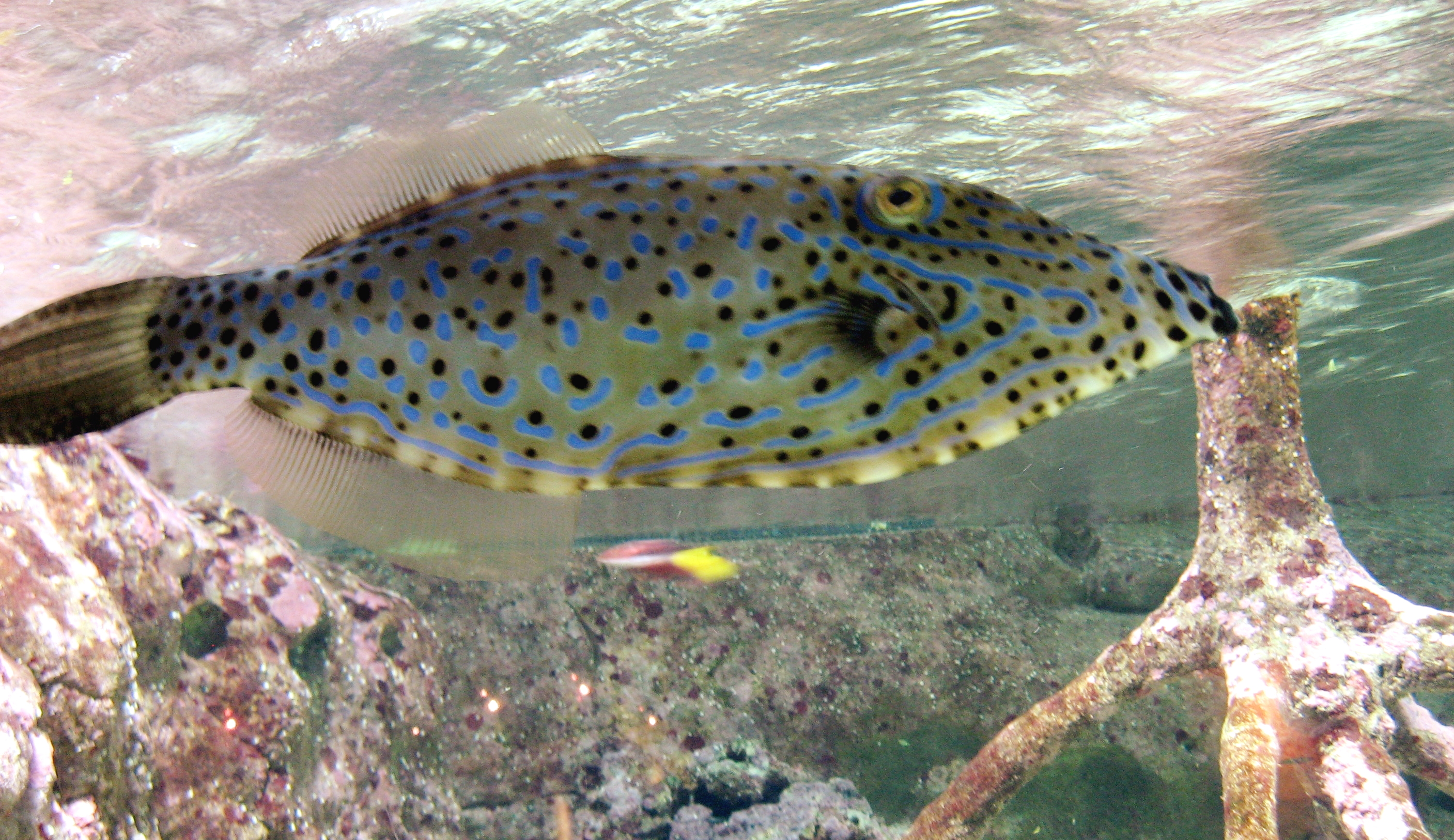
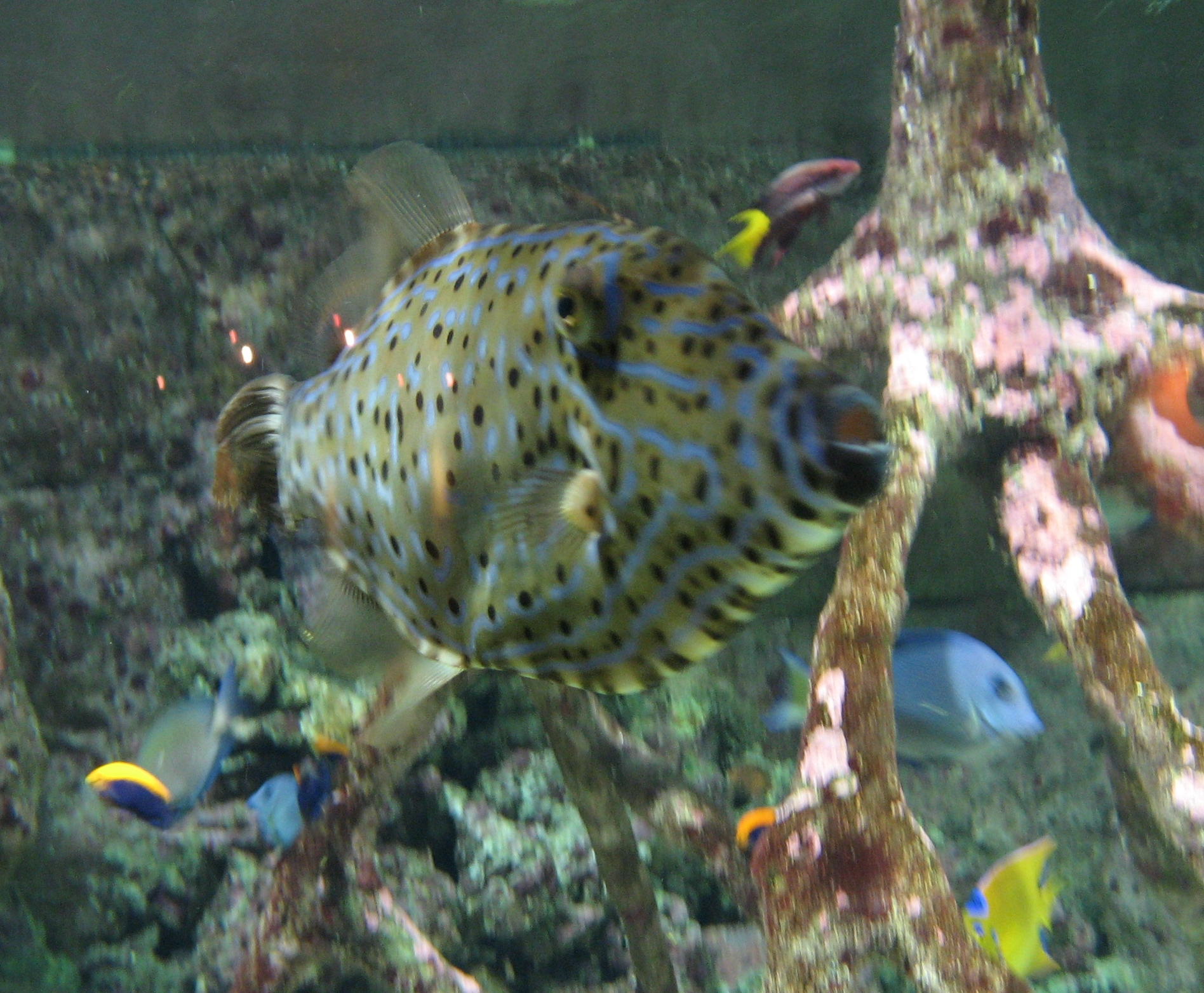